# James Zikic
James Zikic (ur. 31 marca 1977 w Watford) – angielski zawodnik mieszanych sztuk walki oraz bokser pochodzenia serbsko-szkockiego. Były Mistrz Świata organizacji Cage Rage w wadze półciężkiej (2007), w latach 2009-2011 występował w polskiej organizacji KSW.

## Kariera bokserska
Zikic stoczył pięć profesjonalnych walk bokserskich, zwyciężył 3 pojedynki a 2 przegrał. Ostatni pojedynek bokserski stoczył w 2004 roku.

## Kariera MMA
Swój debiut w formule MMA zaliczył w 1998 roku na angielskiej gali NOTS 1 - Night of the Samurai 1. Wygrał wtedy przez decyzję sędziowską. 2 lutego 1999 wygrał turniej SuperBrawl odbywający się w Honolulu. 12 marca 2000 zwyciężył w kolejnym turnieju - Ring of Truth pokonując dwóch rywali jednego wieczoru.
13 lipca 2002 roku zadebiutował w organizacji UFC, a przeciwnikiem jego był Phillip Miller. Zikic przegrał po trzyrundowym pojedynku przez decyzję. Po tej walce UFC nie przedłużyło kontraktu z Zikiciem.
21 kwietnia 2007 roku, stoczył pojedynek o mistrzowski pas angielskiej organizacji Cage Rage w wadze półciężkiej z byłym zawodnikiem PRIDE Evangelistą Santosem na gali Cage Rage 21. Po trzyrundowej walce, sędziowie orzekli zwycięstwo Zikicia. Pierwszą i zarazem jedyną obronę pasa stoczył na gali Cage Rage 23 przeciwko byłemu mistrzowi UFC Vitorowi Belfortowi 22 września 2007 roku. Przegrał wtedy przez decyzję sędziowską i tym samym stracił pas mistrzowski Cage Rage wagi półciężkiej.
W 2009 związał się z polską organizacją KSW wygrywając swój pierwszy pojedynek w Polsce z Danielem Dowdą (KSW 12). Następną walkę na KSW stoczył w 2011 roku na KSW 15. Jego przeciwnikiem był dwukrotny tryumfator turnieju KSW Antoni Chmielewski, którego pokonał na punkty. 21 maja 2011 na gali KSW 16 stoczył walkę eliminacyjną do pojedynku o pas mistrzowski KSW w wadze średniej, który ówcześnie dzierżył Krzysztof Kułak, a jego rywalem był zwycięzca turnieju KSW 6 Michał Materla. Zikic przegrał po dwurundowym pojedynku przez jednogłośną decyzję. 26 listopada 2011 roku stoczył rewanżowy pojedynek z Antonim Chmielewskim na KSW 17, który przegrał po dogrywce ostatecznie wypełniając swój kontrakt z KSW.
Po prawie czteroletniej przerwie powrócił do klatki pokonując debiutanta Pietro Cappelliniego na lokalnej gali we Florencji.

## Osiągnięcia
- 1999: Icon Sport / SuperBrawl 11 - 1. miejsce
- 2000: Ring of Truth - 1. miejsce
- 2007: Mistrz Świata Cage Rage w wadze półciężkiej

## Życie prywatne
Zikic (Жикић, Žikić) jest pochodzenia serbskiego ze strony ojca.